# Alinula peteri
Alinula peteri är en halvgräsart som först beskrevs av Georg Kükenthal, och fick sitt nu gällande namn av Paul Goetghebeur och Pieter Johannes Vorster. Alinula peteri ingår i släktet Alinula och familjen halvgräs. Inga underarter finns listade i Catalogue of Life.